# Scatopse fluvitarsis
Scatopse fluvitarsis är en tvåvingeart som beskrevs av Macquart 1834. Scatopse fluvitarsis ingår i släktet Scatopse och familjen dyngmyggor.
Artens utbredningsområde är Frankrike. Inga underarter finns listade i Catalogue of Life.